# La Vendelée
La Vendelée è un comune francese di 423 abitanti situato nel dipartimento della Manica nella regione della Normandia.

## Società

### Evoluzione demografica
Abitanti censiti